# Witgevlekte zoetwaterrog
De witgevlekte zoetwaterrog (Potamotrygon leopoldi) is een rog uit de familie van de Zoetwaterroggen (Potamotrygonidae) uit Zuid-Amerika. De wetenschappelijke naam van de soort is voor het eerst geldig gepubliceerd in 1970 door Castex & Castello.

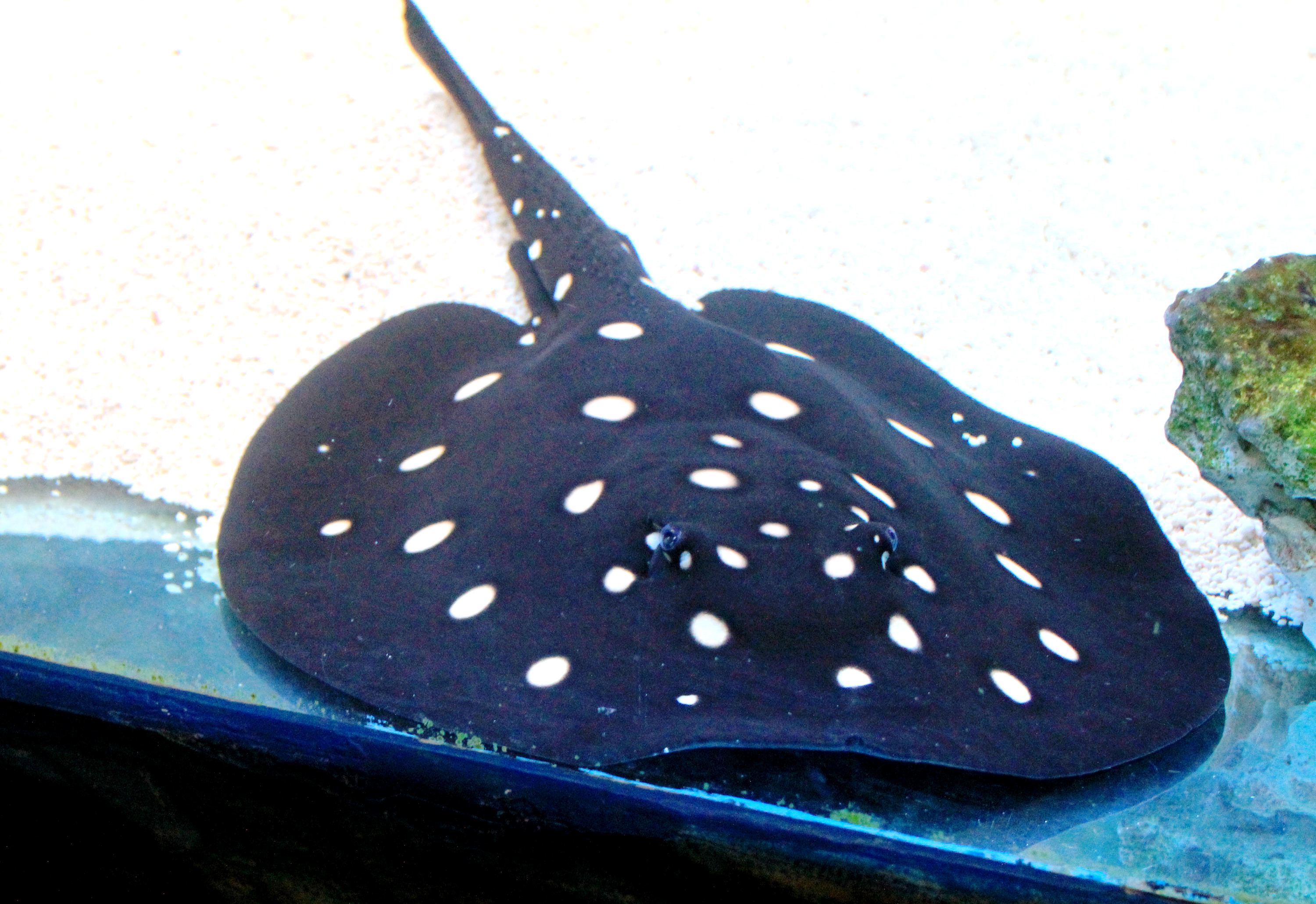
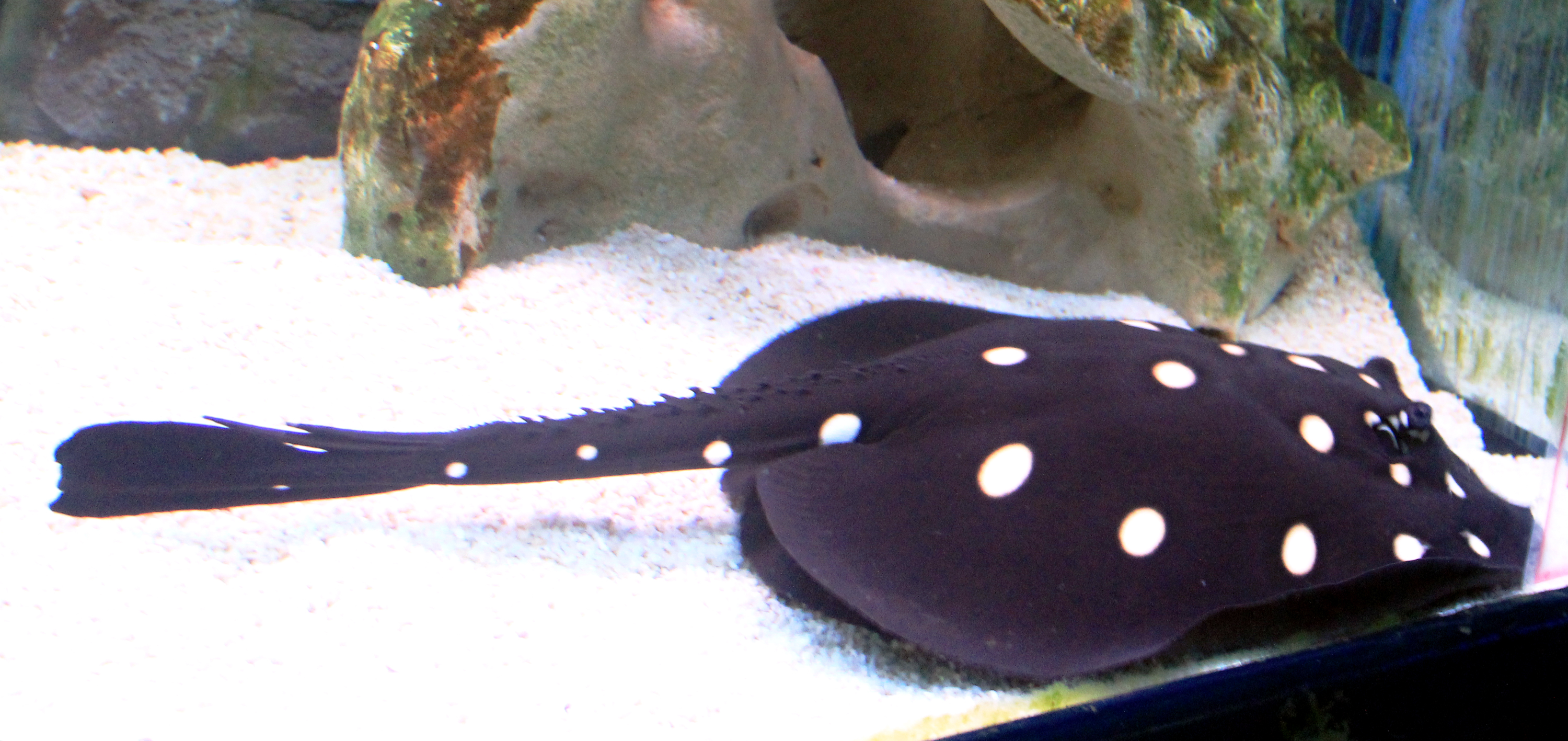
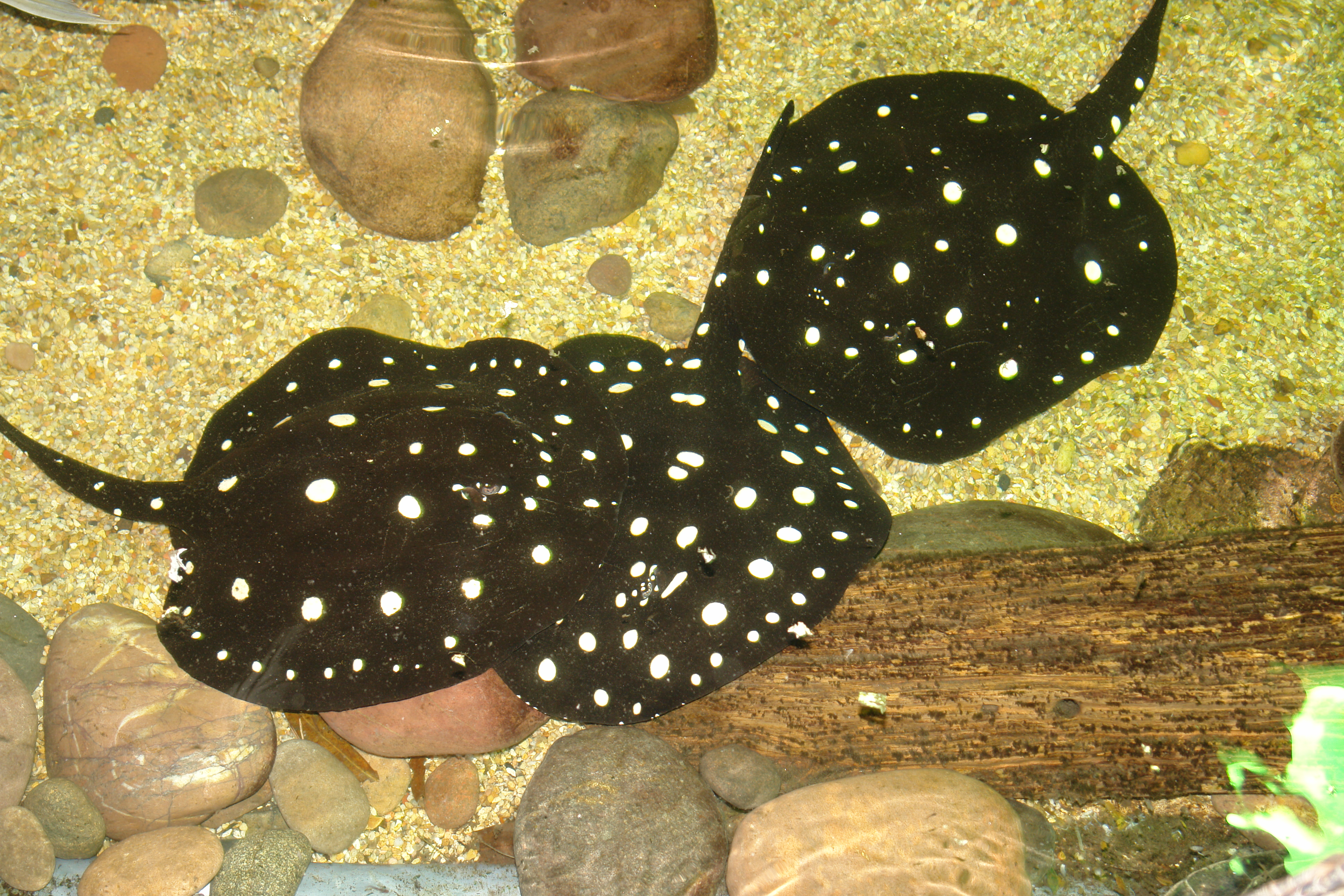